# Фучко Василь Іванович
Василь Іванович Фучко (31 серпня 1933, село Чукалівка, тепер Івано-Франківського району Івано-Франківської області — 7 березня 2022, місто Івано-Франківськ) — український радянський діяч, лікар Лисецької центральної районної лікарні Івано-Франківського району Івано-Франківської області. Депутат Верховної Ради УРСР 8-го скликання.

## Біографія
Освіта вища медична.
З 1960-х років — лікар Лисецької центральної районної лікарні Івано-Франківського району Івано-Франківської області.
Потім — на пенсії в місті Івано-Франківську.